# (108496) Sullenberger
(108496) Sullenberger ist ein Asteroid des Asteroidenhauptgürtels, der am 21. Mai 2001 von Roy Tucker am Goodricke-Pigott Observatorium in Tucson (Arizona) entdeckt wurde.

## Namensgebung
Nach der Entdeckung 2001 wurde dem Asteroiden lediglich der provisorische Name 2001 KD64 bestehend aus Zahlen und Buchstaben – gemäß dem Schema der Internationalen Astronomischen Union (IAU) – vergeben. Tucker war auch 2001 schon ein erfahrener Astronom. Zurzeit – Stand Sommer 2019 – werden ihm über 700 erstmalige Beobachtungen von Kleinstobjekten zugeschrieben. Als Entdecker stand ihm bei jedem dieser Objekte das Recht zu, diesem Himmelskörper einen Namen zu geben. Er nahm diese Möglichkeit aber erst nach 17 Jahren wahr. Über Twitter gab der Entdecker des Asteroiden im Mai 2018 bekannt, dass er ihn nachträglich nach Chesley „Sully“ Sullenberger benannt habe, um diesen so zu ehren. Dieser hat als Pilot 2009 nach einer erfolgreichen Notwasserung mit einem Airbus A320 auf dem Hudson River große mediale Aufmerksamkeit erlangt und wurde in den USA auch Jahre später noch als Held gefeiert.